# Powiat Salzburg-Umgebung
Powiat Salzburg-Umgebung (niem. Bezirk Salzburg-Umgebung, nazywany również Flachgau lub Salzburg-Land) – powiat w Austrii, w kraju związkowym Salzburg. Siedziba powiatu znajduje się w Seekirchen am Wallersee.

## Geografia
Północna część powiatu leży na Wyżynie Bawarskiej, tereny południowe znajdują się już w Północnych Alpach Wapiennych, w Salzkammergut.
Na terenie powiatu znajdują się jeziora: Mattsee, Wallersee, Fuschsee i Wolfgangsee, na granicy z Niemcami płynie rzeka Salzach i Saalach.
Powiat Salzburg-Umgebung graniczy z następującymi powiatami: na północy Braunau am Inn, na wschodzie  Vöcklabruck, na południowym wschodzie Gmunden (wszystkie trzy w Górnej Austrii) i na południu Hallein. Na zachodzie przebiega granica z niemieckim krajem związkowym Bawaria.

## Podział administracyjny

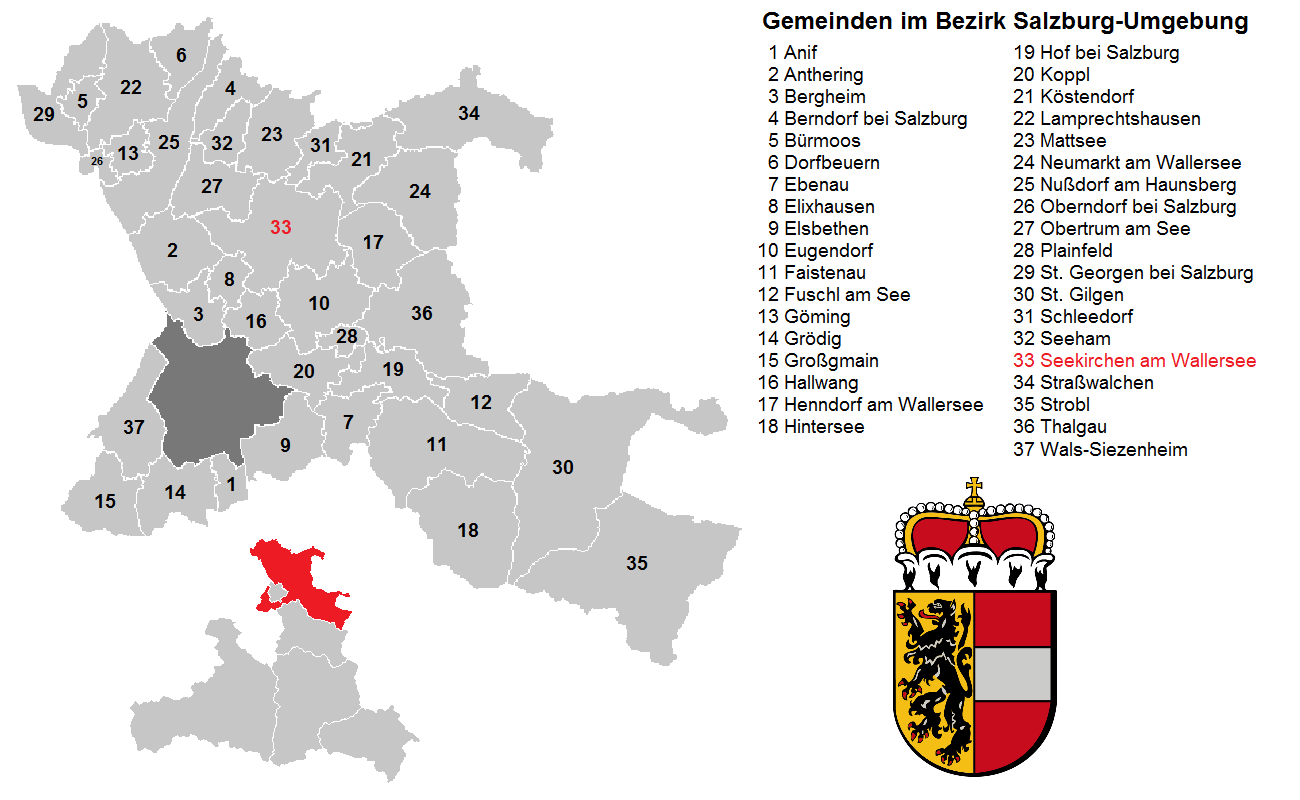
Salzburg-Umgebung

Powiat podzielony jest na 37 gmin, w tym trzy gminy miejskie (Stadt), sześć gmin targowych (Marktgemeinde) oraz 28 gmin wiejskich (Gemeinde).
Miasta
1. Neumarkt am Wallersee (6626)
2. Oberndorf bei Salzburg (6058)
3. Seekirchen am Wallersee (11 233)

Gminy targowe
1. Eugendorf (7199)
2. Grödig (7408)
3. Mattsee (3499)
4. Obertrum am See (4958)
5. Straßwalchen (8011)
6. Thalgau (6030)

Gminy
1. Anif (4286)
2. Anthering (3748)
3. Bergheim (5855)
4. Berndorf bei Salzburg (1744)
5. Bürmoos (5027)
6. Dorfbeuern (1621)
7. Ebenau (1434)
8. Elixhausen (3128)
9. Elsbethen (5507)
10. Faistenau (3100)
11. Fuschl am See (1659)
12. Göming (761)
13. Großgmain (2614)
14. Hallwang (4235)
15. Henndorf am Wallersee (5078)
16. Hintersee (470)
17. Hof bei Salzburg (3630)
18. Koppl (3679)
19. Köstendorf (2678)
20. Lamprechtshausen (4078)
21. Nußdorf am Haunsberg (2535)
22. Plainfeld (1305)
23. St. Georgen bei Salzburg (3081)
24. St. Gilgen (4076)
25. Schleedorf (1148)
26. Seeham (2004)
27. Strobl (3691)
28. Wals-Siezenheim (14 246)

(liczba mieszkańców 1 stycznia 2023)